# Cai Jianming
Cai Jianming, född 1 augusti 1963, är en friidrottare från Kina. Han deltog vid olympiska sommarspelen 1988.